# ماساشي سوغاوارا
ماساشي سوگاوارا (菅原 正志، وُلد في 14 يوليو 1962 في كاناگاوا) ممثل أداء صوتي ياباني، وهو الذي أدى صوت جان فالجان في أنيمي البؤساء

## وصلات خارجية
- ماساشي سوغاوارا على موقع IMDb (الإنجليزية)
- ماساشي سوغاوارا على موقع قاعدة بيانات الفيلم (الإنجليزية)
- ماساشي سوغاوارا على موقع كينوبويسك (الروسية)
- ماساشي سوغاوارا على موقع ANN person (الإنجليزية)